# ドコモチャイナ

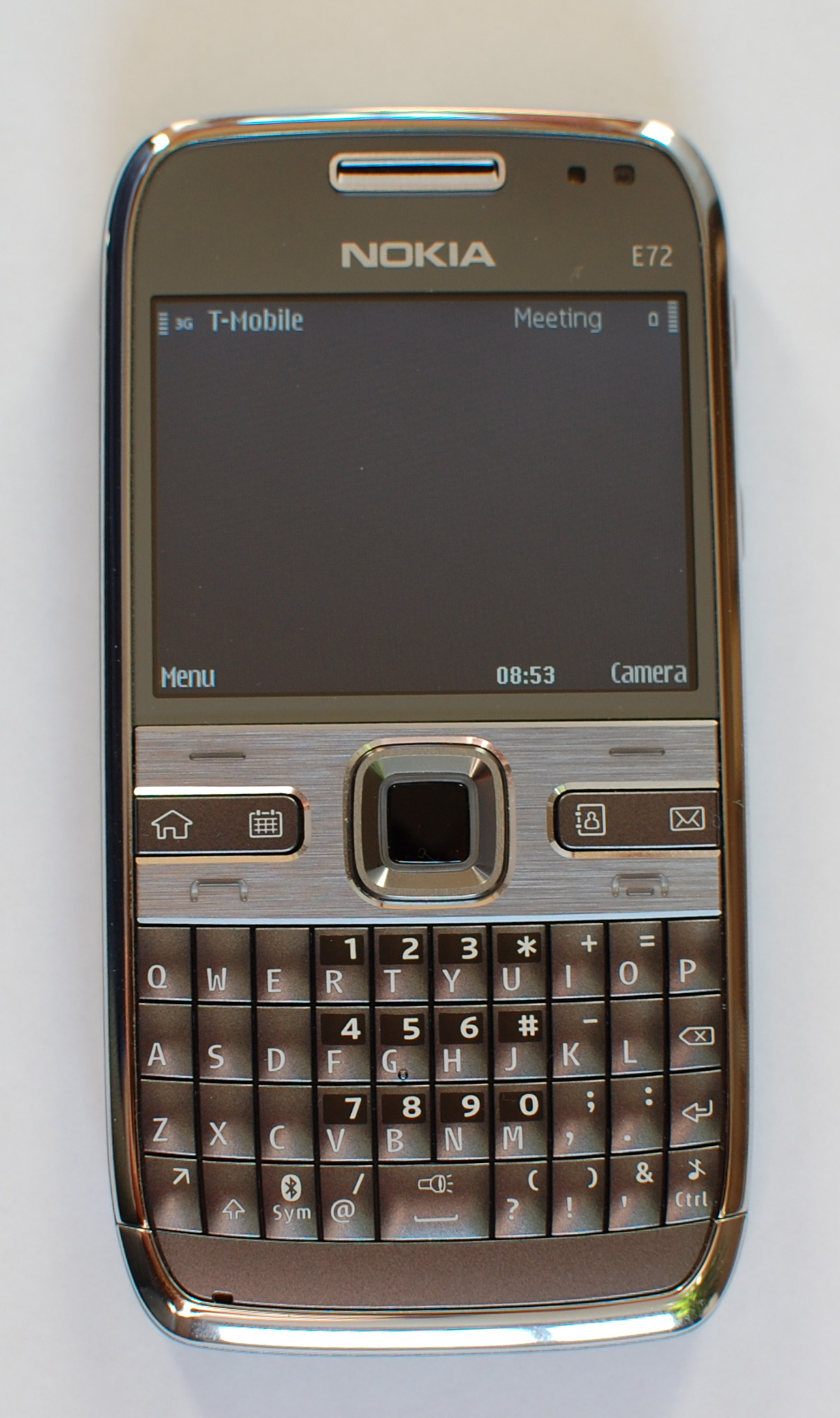
NOKIA E72

都客夢（上海）通信技術有限公司（通称：ドコモチャイナ）はNTTドコモの中国現地法人。

## 概要
主に中国に滞在する日本人に対し、日本語対応現地携帯電話の販売取次サービスや無料充電サービス、NTTドコモの国際ローミングサービス（WORLD WING）利用者に対する日本語サポートを主に行っている。そのほか中国の日本法人に対する位置情報システム、在庫管理システムといったモバイルを使ったソリューションの展開なども行っている。逆に中国長期滞在者が日本へ帰国する際、空港ですぐにNTTドコモの携帯電話をうけとれるための手続きも行っている。

## 日本語取次ぎサービス
2010年3月11日、中国在留の日本人向けに、中国内での日本語表記及び入力が可能な携帯電話の取次ぎ販売サービスを開始した。取次ぎは日本語での対応が可能となる。通信キャリアは3G通信に対応しているチャイナユニコムとなり、端末はノキア製、シャープ製、ソニーエリクソン製ほかのAndroid・Symbian OSの日本語や中国語、英語表記が対応のスマートフォンが中心となる。また2011年3月からはBlackBerryの販売も始めた。これにより日本語でのSMS・Eメールなども利用可能なほか、iモード同様にiチャネル（ノキア端末のみ提供）で最新のニュース・天気予報なども見ることが可能となる。取次ぎサービスと保守サービスは下記のドコモサポートデスク上海にて行っている。
料金プラン（3Gプリペイド）
| 月額基本料           | 96元  | 126元 | 156元 | 186元 | 226元 |
| 無料通話（月）       | 240分 | 320分 | 420分 | 510分 | 700分 |
| 無料データ通信（月） | 300MB | 400MB | 500MB | 650MB | 750MB |

## ドコモサポートデスク上海
- 上海市浦東新区世紀大道100号 上海ワールド・フィナンシャル・センター2F
021-6877-7768（中国国内から）／+86-21-6877-7768（日本から）